# 南京传媒学院

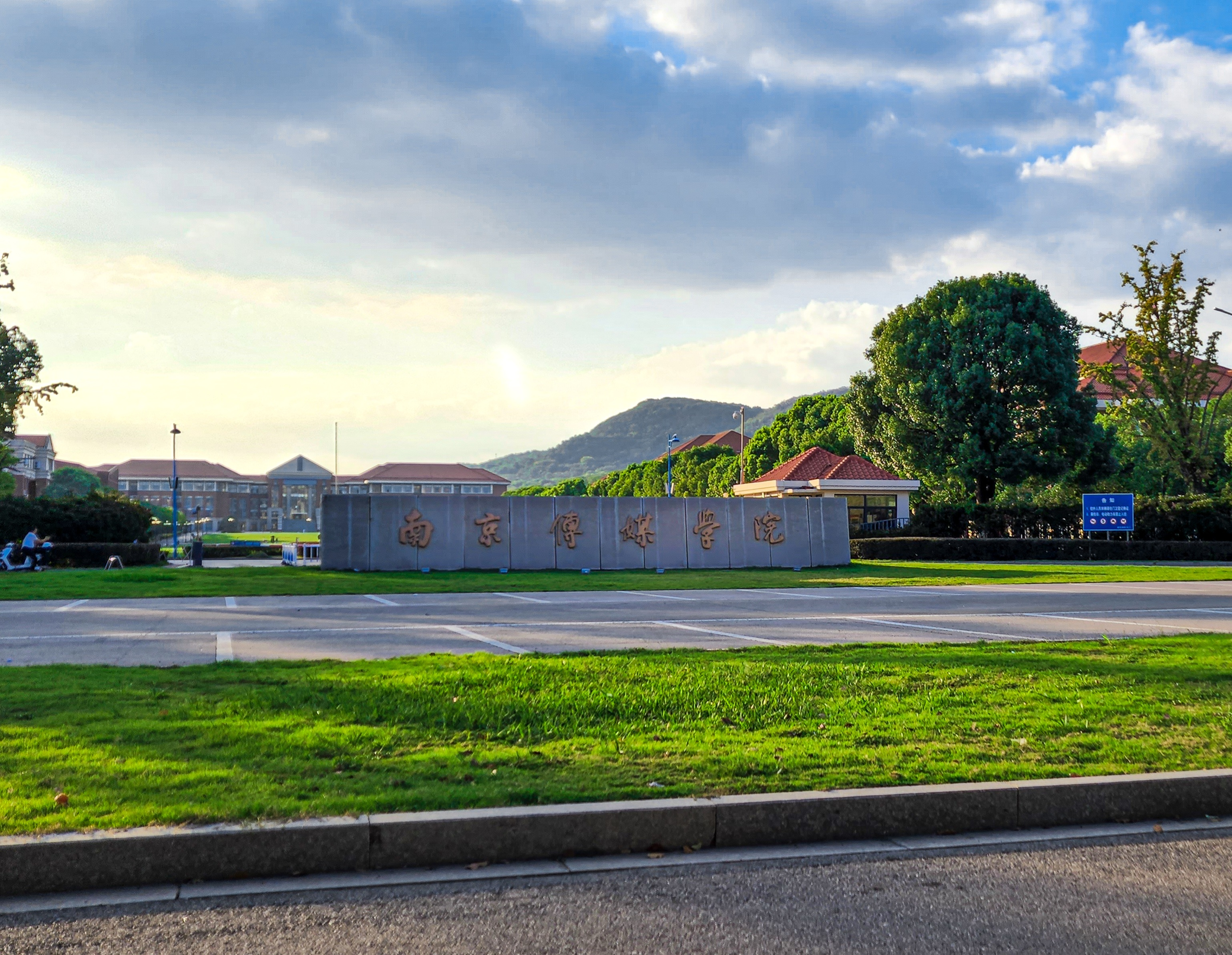
南京传媒学院1号门校名石碑

南京传媒学院（英語：Communication University of China, Nanjing、缩写：CUCN），也称为南传，是一所位于中国江苏省南京市的民办本科高校。该校最初成立于2004年，名为中国传媒大学南广学院。

## 历史

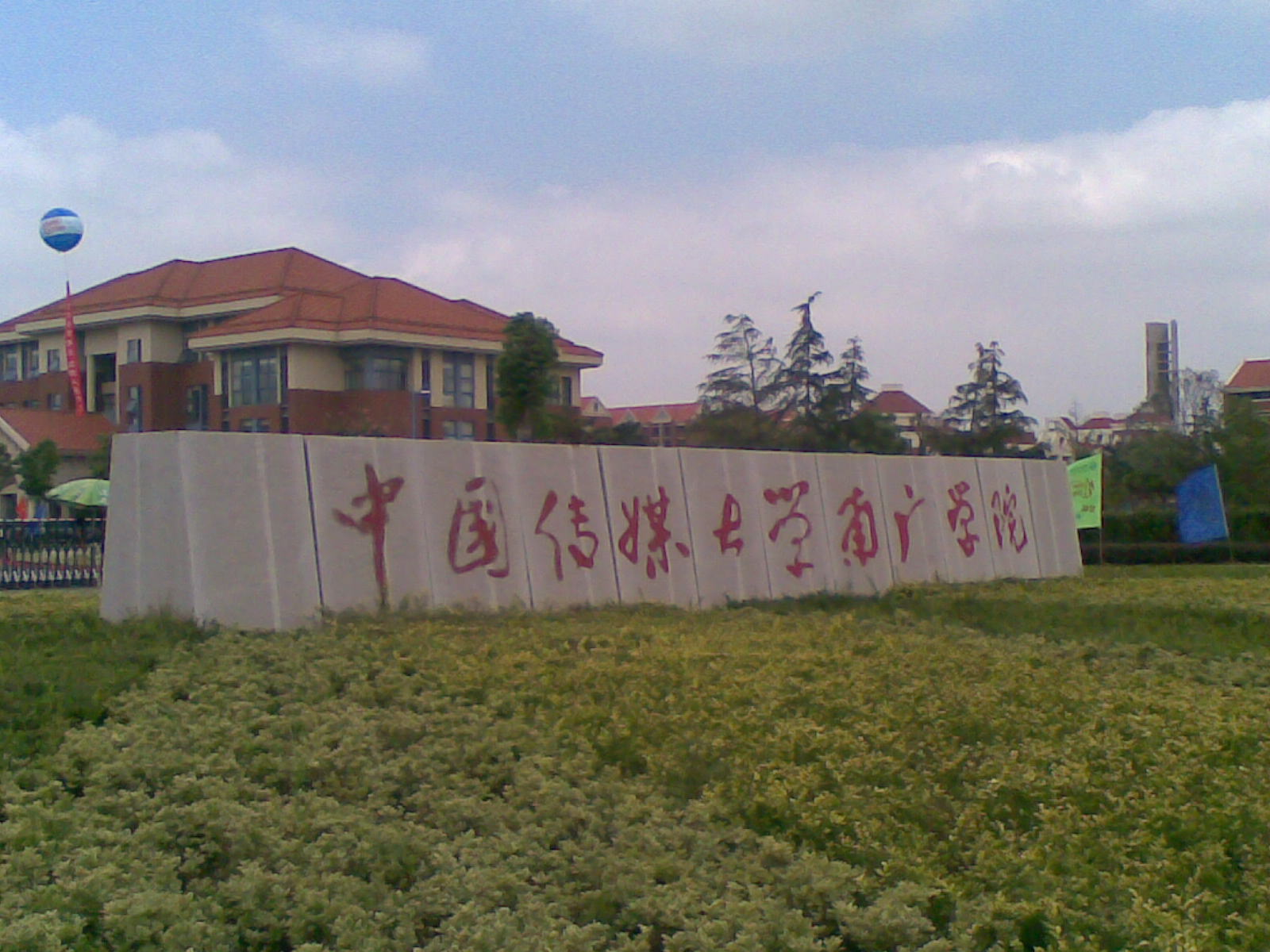
前中国传媒大学南广学院校名石碑

2004年6月，中国传媒大学南广学院正式成立，简称“南广学院”或“南广”，也有人称之为“南京广播学院”，打趣与北广（现中国传媒大学）南北遥望。该院是一所由中国传媒大学2004年6月在江苏省南京市江宁区江宁大学城建立的本科独立学院。2004年9月，学院第一批新生开学。
2008年9月，首届毕业生毕业，办学规模过万。
2012年6月，经教育部批准，南广学院自主颁发毕业证书和学士学位证书。
2017年2月，南广学院当年度艺术类校考报考规模近60000人、90000人次，居全国本科独立院校之首。2017年9月，在国内高校率先设立电竞专业方向基础上，开设国内本科高校第一家电竞学院。
2020年3月18日，经中华人民共和国教育部批准，中国传媒大学南广学院脱离中国传媒大学管理，并转设为民办本科院校南京传媒学院，由南京美亚教育投资有限公司全资持有。核定在校生发展规模为1.6万人。
2021年6月，华夏视听教育发布公告，以4.5亿元人民币收购公有民办二级学院南京体育学院奥林匹克学院全部股权，并更名为南京传媒学院奥林匹克学院，因此该院2021级新入学的学生毕业时其毕业证书上将带有“南京传媒学院奥林匹克学院”的名称。
2022年11月，南京传媒学院的学生為悼念乌鲁木齐大火事件中的遇难者發起「白纸行动」，引起中国大陆多所大学响应，最终推动了中国政府在12月7日颁布了新十条，结束了实施三年的清零政策。

## 院系设置
南京传媒学院设置下列机构、院系（部）：
设有播音主持艺术学院、广播电视学院、新闻传播学院、国际传播学院、摄影学院、戏剧影视学院、美术与设计学院、动画与数字艺术学院、文化管理学院、传媒技术学院、电竞学院、舞蹈学院、音乐学院等13个二级学院，以及马克思主义学院、通识教育中心、大学外语部、国际学院、继续教育学院、省级重点产业学院建设点（江苏直播电商与数字经济产业学院）等直属单位，还与苏州大学建立了研究生工作站，以联合培养专业硕士筹备研究生教育。

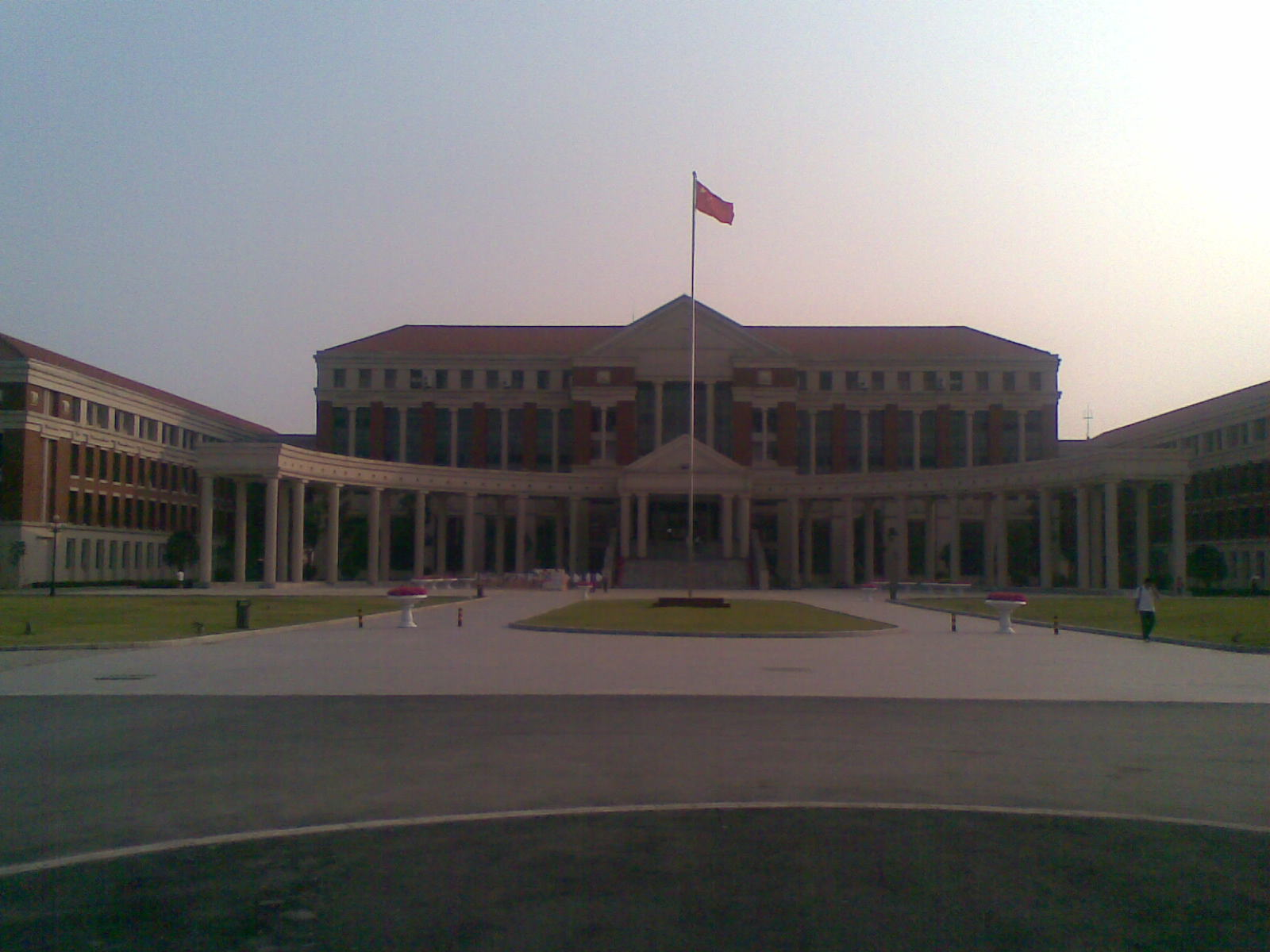
主教学楼

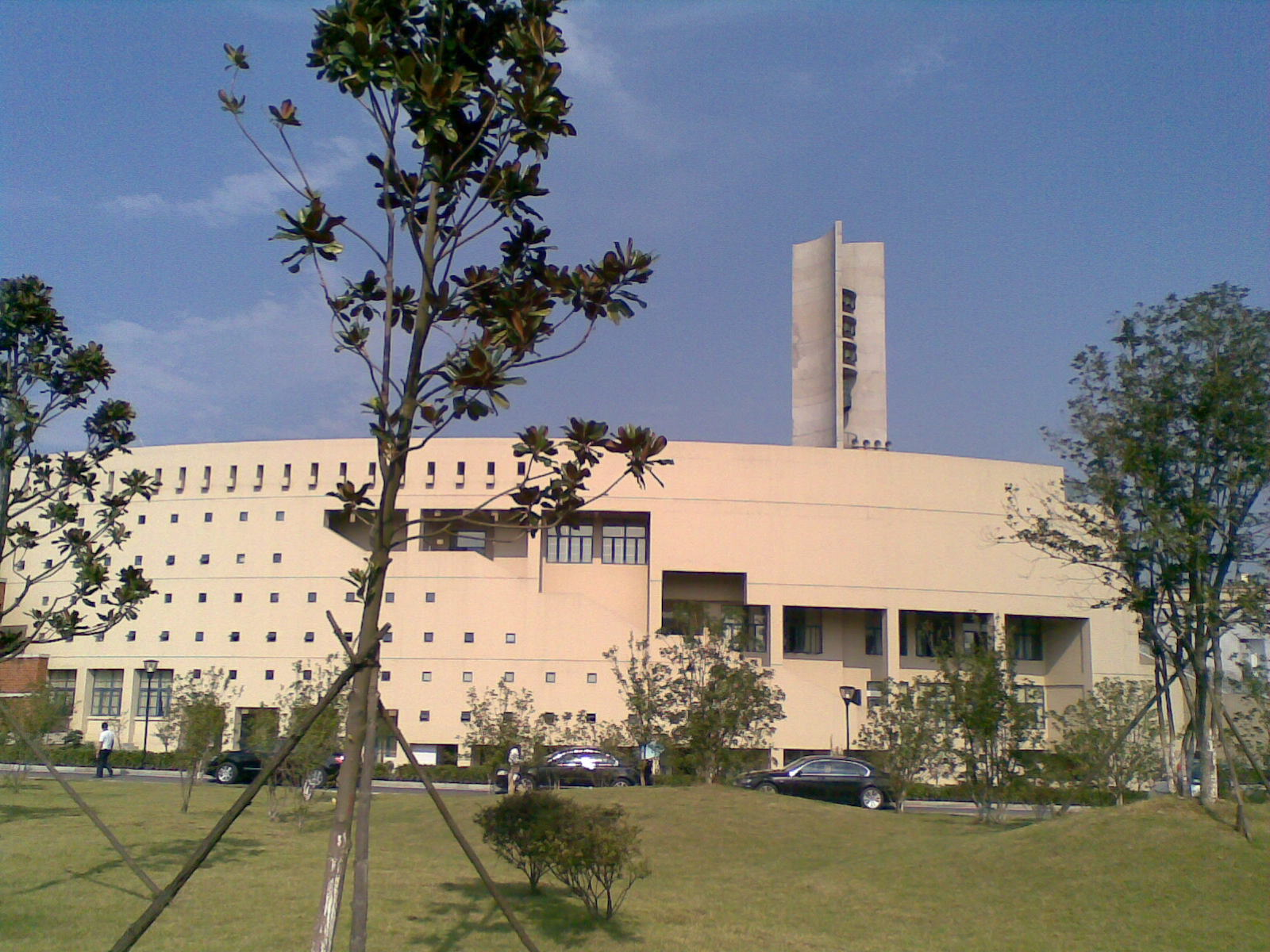
活动中心

## 校区情况
学院总占地面积达2000余亩，拥有江宁、滨江2个校区，目前全部建设完成，拥有露天剧场、足球场、活动中心等多种设施。

#### 教学楼
教学楼仿照欧洲神庙设计，以学院主干道为轴对称建造，占地39299平方米，从东到西依次分设一区、二区、三区。各区由空中走廊连接。

##### 教学楼一区
一区教学楼共4层。配有两间操房供教学、练习使用。

##### 教学楼二区
二区教学楼共7层。除配备有计算机室、拉片室等专业课程所需教室外，还拥有两个大天井，平时用于展览等。教学楼前的大广场则是新学期举行升旗仪式以及其它集会的地方。

##### 教学楼三区
三区教学楼共4层。配有电钢教室、演播教室等专业教室。

##### 教学楼四区
四区教学楼共4层。配有多媒体教室、演播教室等专业教室。

#### 图书馆
图书馆大楼共5层，4万6千平方米，规划建设有文献资源借阅室4个、视听资源阅览室1个、教学参考阅览室1个和学生自习室2个。现有馆藏纸质图书近100万册，开通万方数据库、中国知网CNKI数据库、库克数字音乐图书馆、超星读秀、中文在线移动阅读数据库等十几种数字信息资源库，并自建有学生学术论文提交查阅系统数据库。

#### 宿舍
南传学院的宿舍分为学生公寓和教师公寓，学生公寓现共有31栋公寓楼。普通学生公寓楼（学1至学29）高为六层，每层两个大寝室，每个大寝室有一个客厅一个卫生间和三个小寝，每小寝四人，每人都有一个校园网络接口。30、31号公寓由教师公寓改建而成。高五层，每层有4个独立寝室，根据户型不同分别为两小寝与一小寝，每小寝四人。每大寝有一个校园网络接口。

#### A4湖
此湖为南传校内开阔水域之一。位于实验楼西侧，学生宿舍南侧。其命名缘由众说纷纭，目前最可信的来源是因其在规划时于“A4”区域内，得名A4湖。

#### 北服务区
简称“北服”。学校北侧的一片区域，靠近足球场，为学校的综合服务区，包含宾馆、KTV、健身房、各种餐馆等餐饮娱乐设施。

## 交通
1. 从南京禄口国际机场乘坐地铁S1号线到南京南站地铁站，转乘地铁1号线到达中国药科大学1号口，转乘公交828路即可到达。
2. 从南京南站乘坐地铁1号线，到达中国药科大学1号口，转乘公交828路即可到达。
3. 从南京站乘坐地铁1号线，到达中国药科大学1号口，转乘公交828路即可到达。
4. 自驾请使用地图导航（在中国大陆，建议使用"百度地图"APP）“南京传媒学院”根据自身需要，选择1号门，3号门及6号门进入。

## 系部设置
1. 播音主持艺术学院（页面存档备份，存于）
2. 广播电视学院（页面存档备份，存于）
3. 新闻传播学院
4. 国际传播学院
5. 摄影学院
6. 戏剧影视学院
7. 美术与设计学院
8. 动画与数字艺术学院（页面存档备份，存于）
9. 文化管理学院
10. 传媒技术学院  （页面存档备份，存于）
11. 电竞学院
12. 思政与基础教学部